# UFO (film, 2012)
Pour les articles homonymes, voir UFO.
Pour plus de détails, voir Fiche technique et Distribution.
UFO est un film de science-fiction britannique écrit et réalisé par Dominic Burns, sorti en 2012.

## Synopsis
Des amis tentent d'échapper à une attaque d'OVNI qui traversent la ville de Londres, devenue un véritable no man's land…

## Fiche technique
- Titre original : UFO (retitré Alien Uprising)
- Titre français : UFO
- Réalisation : Dominic Burns
- Direction artistique : Felix Coles
- Scénario : Dominic Burns
- Décors : Felix Coles
- Costumes : Zoe Howerska
- Photographie : Luke Bryant
- Montage : Richard Colton
- Musique : Si Begg
- Production : Tim Major, Andy Thompson et Alain Wildberger

Producteurs délégués : Joe Pia, Rafael Quintian et Craig Tuohy
Coproductrice : Patricia Rybarczyk
Producteurs associés : Toby Meredith, Curtis Roc et Tom Worth
- Société de production : Hawthorn Productions
- Société de distribution :  Phase 4 Films,  Marco Polo Productions,  Metrodome Distribution
- Budget : 2 500 000 dollars[1]
- Pays d'origine :  Royaume-Uni
- Langue originale : anglais
- Format : couleur - 2,35:1
- Genre : science-fiction
- Durée : 101 minutes
- Dates de sortie[2] :
  -  Royaume-Uni : 14 décembre 2012
  -  France : 2 septembre 2013[3] (en vidéo)

## Distribution
- Bianca Bree (VF : Nayéli Forest) : Carrie
- Sean Brosnan (VF : Frédéric Popovic) : Michael
- Jean-Claude Van Damme (VF : Jérôme Keen) : George
- Simon Phillips (VF : Éric Marchal) : Robin
- Andrew Shim (VF : Renaud Heine) : Sam
- Julian Glover (VF :: Jacques Albaret) : John Jones
- Maya Grant (VF : Suzanne Sindberg) : Dana
- Jazz Lintott (VF : Francis Benoit) : Vincent
- Sean Pertwee : Tramp
- Peter Barrett : Kenny
- Amelia Linney : Jeune Fille
- Raji James : M. Peterson
- Joey Ansah : officier de police

Sources et légende : Version française selon le carton du doublage français.

## Autour du film
Bianca Bree est la fille de Jean-Claude Van Damme, alors que Sean Brosnan est le fils de Cassandra Harris et Pierce Brosnan.